# Flechte des Jahres
Im Jahr 2004 wurde erstmals die Flechte des Jahres durch die Bryologisch-lichenologische Arbeitsgemeinschaft für Mitteleuropa (BLAM) ausgezeichnet. Es soll damit auf die zunehmende Gefährdung der Flechten und ihre Bedeutung hingewiesen werden. Seit 2011 übernimmt auch der Naturschutzbund Österreich die Auszeichnung „Flechte des Jahres“ vom NABU und der BLAM.

## Bisherige Flechten des Jahres
| Jahr | deutscher Name                | wissenschaftlicher Name  | Abbildung                          |
| ---- | ----------------------------- | ------------------------ | ---------------------------------- |
| 2004 | Gewöhnliche Gelbflechte       | Xanthoria parietina      | 2004 Gewöhnliche Gelbflechte       |
| 2005 | Grubige Bartflechte           | Usnea hirta              | 2005 Grubige Bartflechte           |
| 2006 | Caperatflechte                | Flavoparmelia caperata   | 2006 Caperatflechte                |
| 2007 | Isländisches Moos             | Cetraria islandica       | 2007 Isländisches Moos             |
| 2008 | Wolfsflechte                  | Letharia vulpina         | 2008 Wolfsflechte                  |
| 2009 | Echte Rentierflechte          | Cladonia rangiferina     | 2009 Rentierflechte                |
| 2010 | Rosa Köpfchenflechte          | Dibaeis baeomyces        | 2010 Rosa Köpfchenflechte          |
| 2011 | Gewöhnliche Feuerflechte      | Fulgensia fulgens        | 2011 Gewöhnliche Feuerflechte      |
| 2012 | Echte Lungenflechte           | Lobaria pulmonaria       | 2012 Echte Lungenflechte           |
| 2013 | Zwerg-Schildflechte           | Peltigera didactyla      | 2013 Peltigera didactyla           |
| 2014 | Landkartenflechte             | Rhizocarpon geographicum | 2014 Landkartenflechte             |
| 2015 | Gelbfrüchtige Schwefelflechte | Psilolechia lucida       | 2015 Gelbfrüchtige Schwefelflechte |
| 2016 | Heideflechte                  | Icmadophila ericetorum   | 2016 Heideflechte                  |
| 2017 | Hepps Schönfleck              | Variospora flavescens    | 2017 Variospora flavescens         |
| 2018 | Fransen-Nabelflechte          | Umbilicaria cylindrica   | 2018 Umbilicaria cylindrica        |
| 2019 | Breitlappige Schüsselflechte  | Parmotrema perlatum      | 2019 Parmotrema perlatum           |
| 2020 | Finger-Scharlachflechte       | Cladonia digitata        | 2020 Cladonia digitata             |
| 2021 | Mauerflechte                  | Lecanora muralis         | 2021 Lecanora muralis              |
| 2022 | Zähe Leimflechte              | Enchylium tenax          | 2022 Enchylium tenax               |
| 2023 | Falsche Rentierflechte        | Cladonia rangiformis     | 2023 Cladonia rangiformis          |
| 2024 | Schönes Muschelschüppchen     | Normandina pulchella     | 2024 Normandina pulchella          |
| 2025 | Wasser-Hautflechte            | Hymenelia lacustris      | 2024 Normandina pulchella          |